# Hesteomnibussen 'Bussen' gennem Strøget
Hesteomnibussen 'Bussen' gennem Strøget er en film fra 1913 med ukendt instruktør. I den 30 sekunder lange film ses hesteomnibusserne fra Strøget på Rådhuspladsen i København. Baggrunden for filmen er givetvis, at Frederiksberg Sporvejs- og Elektricitets Aktieselskabs hesteomnibusser på Strøget netop i 1913 blev erstattet af motorbusser, af hvilke en også ses i filmen.
Sporvejsmuseet Skjoldenæsholm har bevaret en hesteomnibus og en motorbus som dem i filmen. Hesteomnibussen er opmagasineret, mens motorbussen indgår i museets udstilling.

## Handling
Hele filmen foregår trods navnet på Rådhuspladsen. Til at begynde med ses to holdende hesteomnibusser, hvorefter den bagerste kører afsted med passagerer og drejer om ad Frederiksberggade. Imens kommer en motorbus derfra, kører rundt og parkerer bag den forreste hesteomnibus. Undervejs i filmen ser flere personer på kameraet.